# Udham Singh (hockeista su prato)
Udham Singh Kular (Sansarpur, 4 agosto 1928 – Sansarpur, 23 marzo 2000) è stato un hockeista su prato indiano.
Vanta complessivamente 4 medaglie ai Giochi olimpici: 3 medaglie d'oro (1952, 1956, 1964) e una d'argento (1960).